# Amis du Basket-Ball Contern
O Amis du Basket-Ball Contern, conhecido também apenas por AB Contern, é um clube de basquetebol que disputa a Nationale 1 de Luxemburgo. Sua sede fica na cidade de Contern, Cantão de Luxemburgo e seus jogos são mandados no Ginásio de Contern com capacidade para 2.000 espectadores.

## Títulos

### Nationale 1
- Campeão (4):1987–88, 2000–01, 2003–04, 2008–09

### Copa de Luxemburgo
- Campeão (3):1986–87, 1989–90, 1995–96

## Temporada por temporada
| Temporada | Nivel | Liga        | Pos. | TR    | PL  | Resultado         |
| --------- | ----- | ----------- | ---- | ----- | --- | ----------------- |
| 2011-12   | 2     | National 2  | 1    | 16-0  |     | Promovidocampeão  |
| 2012-13   | 1     | National 1  | 7    | 12-12 |     |                   |
| 2013–14   | 1     | National 1  | 3    | 15-13 | 0-2 | Semifinalista     |
| 2014–15   | 1     | National 1  | 9    | 15-17 |     |                   |
| 2015–16   | 1     | National 1  | 10   | 3-15  |     |                   |
| 2016-17   | 1     | National 1  | 5    | 13-15 |     |                   |
| 2017-18   | 1     | National 1  | 7    | 6-12  |     |                   |
| 2018-19   | 2     | National 2  | 1    | 16-0  |     | Promovidocampeão  |
| 2019-20   | 1     | Nationale 1 | 9º   | 5-13  |     |                   |
| 2020-21   | 1     | Nationale 1 | 5º   | 14-8  | 0-1 | Quartas de finais |
| 2021-22   | 1     | LBBL        | 10º  | 12-16 | 0-2 | Repescagem        |
| 2022-23   | 1     | LBBL        | 8º   | 8-14  | 0-2 | Quartas de finais |
| 2023-24   | 1     | LBBL        | 7º   | 11-11 | 0-2 | Quartas de finais |
| 2024-25   | 1     | LBBL        | 6º   | 12-10 | 0-2 | Quartas de finais |

fonte:eurobasket.com

## Ligações Externas
- Sítio da Federação Luxemburguesa
- AB Contern no eurobasket.com
- Amis du Basket-Ball Contern no Facebook